# Draußen in Berlin
Draußen in Berlin ist ein Dokumentarfilm des DEFA-Studios für populärwissenschaftliche Filme von Trutz Meinl aus dem Jahr 1969.

## Handlung
Der Film beginnt im strömenden Regen vor dem Rathaus Berlin-Köpenick während ein Stadtführer erklärt, dass es sich hier um den größten Stadtbezirk der Hauptstadt der DDR handelt. Das Gebäude wurde berühmt, durch den Hauptmann von Köpenick, welcher hier im Jahr 1906 die Stadtkasse an sich brachte. Ein Blick über die Dahme zeigt die Altstadt.
Mit der S-Bahn, Straßenbahn und Omnibussen fahren viele Berliner ins Grüne, um dort ihre Freizeit zu verbringen. Die erste Station ist eines der vielen Freibäder des Stadtbezirks, in denen sich viele Familien zum Baden aufhalten. Regelmäßig fahren Fahrgastschiffe der Weißen Flotte vorbei, deren Weg auch durch Neu-Venedig führt. Von den großen Ausflugsschiffen erfolgt die Überleitung zu den kleineren Booten, wovon es etwa 50 000 Stück gibt. Es werden verschiedene Freizeitboote in Aktion gezeigt, aber auch Sportruderboote und Kanus, die in den zahlreichen Sportgemeinschaften beheimatet sind.
Doch das Erholungsgebiet von Köpenick besteht nicht nur aus Wasser, sondern auch aus 7 600 Hektar Wald, der zu Spaziergängen einlädt und fast alle Wege führen zu einem der vielen Ausflugslokale, die insgesamt fast 20 000 Sitzplätze anbieten. Auch befinden sich im Stadtbezirk mehrere Campingplätze, die von vielen Nutzern den ganzen Sommer belegt werden. Hier kann man am Grill und am Lagerfeuer geruhsam den Tag ausklingen lassen.

## Produktion und Veröffentlichung
Draußen in Berlin wurde auf ORWO-Color gedreht und hatte seine Uraufführung am 16. Mai 1969. Die Texte zum Film kamen von Heli Busse und die Dramaturgie lag in den Händen von Peter Sattler.

## Kritik
In einem Artikel über das 6. Internationale Kurzfilmfestival in Kraków schreibt Günter Sobe in der Berliner Zeitung, dass sich dieses Produkt sich als misslungenes Filmfeuilleton, steif, gestellt und gewollt darstellt.
	.